# Tsirananaclia
Tsirananaclia är ett släkte av fjärilar. Tsirananaclia ingår i familjen björnspinnare.
Kladogram enligt Catalogue of Life:
| Tsirananaclia | \| \| Tsirananaclia formosa \| \| \| \| \| \| Tsirananaclia milloti \| \| \| \| \| \| Tsirananaclia sucini \| \| \| \| \| \| Tsirananaclia tripunctata \| \| \| \| |
|               | \| \| Tsirananaclia formosa \| \| \| \| \| \| Tsirananaclia milloti \| \| \| \| \| \| Tsirananaclia sucini \| \| \| \| \| \| Tsirananaclia tripunctata \| \| \| \| |
|               | Tsirananaclia formosa |
|               | |
|               | Tsirananaclia milloti |
|               | |
|               | Tsirananaclia sucini |
|               | |
|               | Tsirananaclia tripunctata |
|               | |